# Observatorio Astronómico de Mallorca
El Observatorio Astronómico de Mallorca (OAM) está situado al sur de Costich, Mallorca, España. Su código MPC es el 620.
Fue inaugurado en mayo de 1991 y fue el segundo centro astronómico en las islas Baleares después de que se creara en 1956 el Observatorio Astronómico de Puig des Molins de Ibiza ( OPM ). El Minor Planet Center (MPC) lo acredita por el descubrimiento de cinco mil asteroides entre 1999 y 2014, así como veinte supernovas extragalácticas, ocho cometas y siete estrellas variables.
Entre los logros más destacados se encuentra el asteroide 2012DA14 "Duende", cuerpo que tiene el récord de aproximación a la Tierra más cercano.  Los cálculos muestran que el 15 de febrero de 2013 la distancia mínima entre el asteroide y el centro de la Tierra fue de 0,000228 UA (34 100 km; 21 200 mi); y pasó a 0,0001851 UA (27 700 km) de la superficie terrestre.
Utiliza telescopios robóticos para descubrir y rastrear asteroides. Los investigadores en el OAM, trabajando en el Observatorio astronómico de Sierra de La Sagra, encontraron asteroides que amenazan potencial para la Tierra, como (216258) 2006 WH1. Salvador Sánchez es el director actual.
En 2008, el asteroide (128036) Rafaelnadal fue nombrado por Rafael Nadal.
Hasta 2008 el OAM rastreó más de 2000 asteroides.
En 2013 descubrió una potente supernova en una galaxia situada a 575 millones de años luz, SN 2013dv: fue confirmada por investigadores de la universidad de Harvard y del MIT.
Hay un planetario junto al observatorio abierto al público.
Actualmente las actividades del Observatorio se realizan gracias a la FIAAM, la Fundación de Astronomía y Astronáutica de Mallorca.
| 73533 Alonso             | 25 de julio de 2003      |
| 120141 Lucaslara         | 7 de abril de 2003       |
| 128036 Rafaelnadal       | 28 de mayo de 2003       |
| 164589 La Sagra          | 11 de agosto de 2007     |
| 171424 Rudyfernandez     | 13 de julio de 2007      |
| 171458 Pepaprats         | 7 de octubre de 2007     |
| 185164 Ingeburgherz      | 27 de septiembre de 2006 |
| (185498) Majorcastroinst | 17 de septiembre de 2007 |
| 185638 Erwinschwab       | 1 de marzo de 2008       |
| 185639 Rainerkling       | 2 de marzo de 2008       |
| 187700 Zagreb            | 2 de marzo de 2008       |
| 189848 Eivissa           | 23 de marzo de 2003      |
| 202787 Kestecher         | 25 de julio de 2008      |
| 212981 Majalitović       | 14 de febrero de 2009    |
| 228133 Ripoll            | 20 de agosto de 2009     |
| 236987 Deustua           | 26 de agosto de 2008     |
| 236988 Robberto          | 25 de agosto de 2008     |
| (367943) Duende          | 23 de febrero de 2012    |